# Acqualagna
Acqualagna is een gemeente in de Italiaanse provincie Pesaro-Urbino (regio Marche) en telt 4304 inwoners (31-12-2004). De oppervlakte bedraagt 50,8 km², de bevolkingsdichtheid is 85 inwoners per km².
De volgende frazioni maken deel uit van de gemeente: Furlo, Pelingo, Case nuove, Fossato, Pole, Petriccio, Naro, Farneta, Bellaria, Canfiagio, Cà Romano.

## Demografie
Acqualagna telt ongeveer 1619 huishoudens. Het aantal inwoners steeg in de periode 1991-2001 met 5,2% volgens cijfers uit de tienjaarlijkse volkstellingen van ISTAT.
| Jaar | Inwoneraantal |
| ---- | ------------- |
| 1991 | 3971          |
| 2001 | 4178          |

## Geografie
De gemeente ligt op ongeveer 204 m boven zeeniveau.
Acqualagna grenst aan de volgende gemeenten: Cagli, Fermignano, Urbania, Urbino, Fossombrone.